# Leonard Chodźko
Leonard Borejko Chodźko (n. 6 noiembrie 1800, Aborak⁠(d), Palačanski sieĺsaviet⁠(d), Mienskaja voblasć, Belarus – d. 12 martie 1871, Poitiers, Poitou-Charentes, Franța) este un istoric, geograf, cartograf și politician polonez, care s-a stabilit din 1826 în Franța și a fost foarte activ în comunitatea exilaților polonezi din Franța.

## Biografie
Leonard Chodźko, originar dintr-o veche familie nobiliară din Marele Ducat al Lituaniei, s-a născut într-un sat din Palatinatul Wilno (acum Vilnius), unul dintre teritoriile poloneze anexate de Rusia în urma celei de-a treia împărțiri a Poloniei (1795). Era fiul lui Ludwik Chodźko (1769-1843), deputat în dieta din Grodno și participant la Insurecția lui Kościuszko, și văr primar al orientalistului Aleksander Chodźko (1804-1891), al poetului Michał Chodźko (1808-1879) și al cartografului Józef Chodźko (1800-1881).
A învățat mai întâi la școala basiliană din Baruny. Prieten al lui Tomasz Zan, a urmat în perioada 1816-1817 studii de drept la Universitatea din Wilno, unde l-a avut ca profesor pe istoricul și politicianul Joachim Lelewel. În timpul studiilor, a luat parte la ședințele cercului patriotic filaretist („iubitorii virtuții”), unde l-a cunoscut pe Adam Mickiewicz.
Angajat în 1819 ca secretar al prințului Michał Kleofas Ogiński (1765-1833), a călătorit timp de patru ani prin aproape toată Europa (Rusia, Germania, Italia, Belgia, Țările de Jos, Anglia și Franța) și s-a stabilit apoi la Paris în 1826. A îndeplinit succesiv funcțiile de angajat la Biblioteca Universității Sorbona, bibliotecar adjunct la Sainte-Geneviève și bibliotecar la Ministerul Instrucțiunii Publice din Paris. A publicat scrierile lui Adam Mickiewicz (1828) și Zygmunt Krasiński (1830) și a scris o biografie a prințului Poniatowski (1831).
La 12 februarie 1830, cu ocazia aniversării nașterii lui Tadeusz Kościuszko, Chodźko a organizat în capitala franceză o mare manifestație la care au participat Marie Joseph de La Fayette și Benjamin Constant. La vremea Revoluției Franceze din iulie 1830 („Trois Glorieuses”), el era căpitan în Garda Națională și aghiotant al generalului La Fayette.
La 29 noiembrie 1830 a început Insurecția poloneză împotriva dominației rusești. Leonard Chodźko a sprijinit revolta și a fost unul dintre membrii fondatori ai Comitetului franco-polonez (Comité central en faveur des Polonais) creat în ianuarie 1831 de La Fayette; el a fost arhivarul și secretarul comitetului pe aproape toată durata existenței sale. După înfrângerea insurecției în septembrie 1831, a urmat o represiune puternică și o emigrare masivă a polonezilor, iar Chodźko a făcut parte din conducerea Comitetului Național Polonez (Komitet Narodowy Polski) creat de Lelewel în noiembrie și, ulterior, a îndeplinit un rol important în Marea Emigrație către Franța.
În 1833 a pregătit în cadrul societății secrete Vengeance du Peuple (Zemsta Ludu) expediția armată a colonelului Józef Zaliwski în Regatul Poloniei. La intervenția Ambasadei Rusiei la Paris, autoritățile franceze l-au obligat să părăsească Parisul și să plece în Marea Britanie. În 1834 Chodźko s-a întors la Paris și s-a dedicat în întregime activității științifice. A scris și a publicat numeroase lucrări de istorie a Poloniei și a devenit membru al Academiei Regale din Nancy, al Societății Filotehnice, al Societății Geografice, al Societății Franceze de Statistică Universală din Paris. A adunat documente istorice de la membrii emigrației poloneze și din alte surse, care au ajuns ulterior în Muzeul Polonez din Rapperswil (Elveția) și a contribuit la publicarea documentelor diplomatice ale Poloniei din perioada 1762-1862.  A scris zeci de lucrări istorice, geografice și statistice despre Polonia, iar capodopera sa este lucrarea Histoire populaire de la Pologne (1863), care a fost publicată în 14 ediții.
În iunie 1846 a demisionat din Comitetul franco-polonez, manifestându-și opoziția față de discursul din 20 martie 1846 al generalului Fabvier (1782-1855) cu privire la problema Cracoviei (care fusese anexat de Austria cu puțin timp înainte). În anii 1860-1871 Leonard Chodźko a fost membru de onoare al Societății Prietenii Științei din Poznań. În 1870, ca urmare a declanșării războiului franco-prusac, a părăsit Parisul și s-a refugiat la Poitiers.
A murit la Poitiers la 12 martie 1871. Mormântul său se află în cimitirul din Hôpital-des-Champs Poitiers.

## Onoruri
- Decorat cu Ordinul Crucii din iulie 1830[18]
- Grenadier al Gărzii Naționale Poloneze[18]

## Publicații
- Histoire des légions polonaises en Italie, sous le commandement du général Dąbrowski, Paris, 1829
- Tableau de la Pologne ancienne et moderne sous le rapport géographique, statistique, géologique, etc., 1830
- Carte géographique et statistique de la Pologne ancienne et moderne, de H. Dufour, Léonard Chodźko și Stanislas Plater, dedicată lui Joachim Lelewel, Paris, 1831
- Histoire politique de la Lituanie, depuis la réunion de la Pologne en 1386, jusqu’à son insurrection en 1831, 1831
- Notice biographique sur Joachim Lelewel, Paris, 1834
- Biographie du général Tadeusz Kościuszko, 1837
- La Pologne, historique, littéraire, monumentale et illustrée, Imprimerie de Fain et Thunot, Paris, 1839
- Massacres de Galicie et Cracovie confisquée par l'Autriche en 1846, Documents et commentaires, 1861
- Recueil des traites, conventions et actes diplomatiques concernant la Pologne, 1762-1862, Amyot éditeur, Paris, 1862
- Histoire populaire de la Pologne, 1863
- Le Congrès de Vienne et les traités de 1815, précédés et suivis des actes diplomatiques qui s'y rattachent, Amyot éditeur, Paris, 1863 (4 vol.), publicată sub pseudonimul d'Angeberg, cu o introducere de Capefigue
- Un évêque polonais - Le métropolitain Kasimir-Gaspard, Colonna Cieciszowski et son temps 1745-1831, 1866

De asemenea, L. Chodźko a colaborat la un număr mare de publicații franceze: le Globe, le Courrier-Français, le Constitutionnel etc.